# Richard Rellford
Richard Allen Rellford (Riviera Beach, 16 febbraio 1964) è un ex cestista statunitense, professionista nella NBA, in Europa e in Argentina.

## Carriera
È stato selezionato dagli Indiana Pacers al quinto giro del Draft NBA 1986 (95ª scelta assoluta).

## Palmarès
- McDonald's All-American Game (1982)
- Campione NIT (1984)
- All-USBL First Team (1987)
- All-USBL Second Team (1988)
- Miglior marcatore USBL (1988)